# Lecanora sinuosa
Lecanora sinuosa är en lavart som beskrevs av Herk & Aptroot. Lecanora sinuosa ingår i släktet Lecanora och familjen Lecanoraceae.   Inga underarter finns listade i Catalogue of Life.